# Centrale idroelettrica di Moncalieri
La centrale di Moncalieri è situata nel comune di Moncalieri e sfrutta le acque del Po.

## Caratteristiche
Si tratta di una centrale ad acqua fluente che utilizza le acque del Po ed impiega un turbina Kaplan/generatore, ad asse verticale.